# Miguel Hernández
 (avril 2024).
Si vous disposez d'ouvrages ou d'articles de référence ou si vous connaissez des sites web de qualité traitant du thème abordé ici, merci de compléter l'article en donnant les références utiles à sa vérifiabilité et en les liant à la section « Notes et références ».
Pour footballeur, voir Miguel Hernández Sánchez.
Miguel Hernández Gilabert, né le 30 octobre 1910 à Orihuela, dans la province d'Alicante, et mort à Alicante le 28 mars 1942, est un poète et dramaturge républicain espagnol engagé dans la guerre d'Espagne.

## Biographie
Membre d'une fratrie de sept enfants, dont trois meurent en bas âge, Miguel Hernández passe son enfance et son adolescence entre l'école et le troupeau de son père. Il lit beaucoup, malgré les persécutions d'un père despotique (qui ne viendra pas le voir sur son lit de mort, une vingtaine d'années plus tard). Durant la courte période où il est scolarisé, il a aussi l'occasion de rencontrer José Marín Gutiérrez, dit Ramón Sijé (es), qui jouera plus tard dans sa vie un rôle déterminant.
À 14 ans, il doit abandonner l'école pour aider son père. Cependant, son enthousiasme pour la littérature et la poésie l'incite à passer de longs moments à la bibliothèque, absorbé dans la lecture de l'œuvre des grands auteurs du Siècle d'or espagnol comme Cervantes, Lope de Vega, Calderón de la Barca ou Góngora. 
Hernández continue à étudier sans maître et publie en 1929 son premier poème dans l'hebdomadaire local d'Orihuela El Pueblo. Un quotidien d'Alicante, El Día, le publie aussi à ses débuts.
En 1932, Hernández se rend pour la première fois à Madrid, sans grand succès. Mais lors de son deuxième séjour dans la capitale, il rencontre Pablo Neruda et Vicente Aleixandre.
A l'été 1936, quand la Guerre d'Espagne éclate, Miguel Hernández s'engage avec l'armée aux côtés des Républicains (cinquième régiment), avec le Parti communiste d'Espagne et participe à la défense de Madrid, de l'Andalousie, de l'Extrémadure et de Teruel.
Le 9 mars 1937, il épouse Josefina Manresa, une femme rencontrée dans son village natal, dont il a un fils ; ce fils meurt prématurément en 1938. Hernández écrira aussi bien pour ce fils, comme dans Hijo de la luz y la sombra, que pour son second enfant, Manuel, né en 1939.
En 1937, il compose la même année le poème Rosario, dinamitera en hommage à Rosario Sánchez Mora, militaire républicaine dévolue à fabrication des explosifs qui perd une main pendant la guerre.
Le 1er avril 1939, Franco annonce la fin de la guerre ; Hernández essaie de fuir l'Espagne et de rejoindre le Portugal, mais il est arrêté à la frontière par la police portugaise et remis à la Garde civile. Transféré de Huelva à Madrid, il y purge une partie de sa peine. C'est durant cette période qu'il écrit Nanas de la cebolla. Il séjourne aussi dans une prison de Séville.
En mars 1940, il est condamné à mort; la sentence est commuée en 30 ans d'emprisonnement peu après. Mais Hernández, atteint de tuberculose, meurt le 28 mars 1942 dans la prison Reformatorio de Alicante. Son épouse, Josefina Manresa, et leur enfant vivent dans un dénuement absolu.

## Place dans l'histoire et postérité

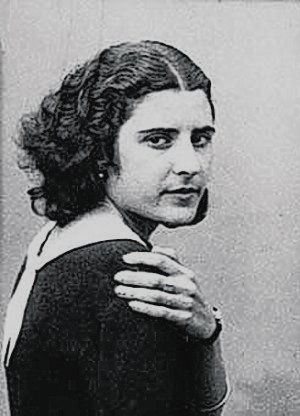
Josefina Manresa (1916-1987), son épouse, qui a dédié sa vie à la diffusion de l'œuvre de Miguel Hernández.

On associe traditionnellement Hernández à la Génération de 36, même s'il fut sans doute plus proche — un parfait épigone selon Dámaso Alonso — de la Génération de 27 (dont font aussi partie Luis Cernuda, García Lorca ou Vicente Aleixandre). Il se distinguait de ces poètes en ce qu'il n'était pas issu de la bourgeoisie et n'avait reçu aucune formation académique.
Plusieurs de ses poèmes ont été mis en musique par Paco Ibáñez, Joan Manuel Serrat. Le poème Andaluces de Jaén est ainsi devenu un hymne de colère contre les grands propriétaires des oliveraies et l'exploitation des journaliers. Le poète les appelle à « se lever courageusement », à refuser l’esclavage au milieu de « tant d’oliviers » aux troncs noueux, aux olives généreuses, qui poussent « non pas grâce à l’argent, ni à la sueur du maître », mais au travail éreintant des ouvriers agricoles. « Combien de siècles la servitude va-t-elle encore durer ? ».
Le pianiste Agustí Fernández a donné le titre d'une de ses œuvres, El rayo que no cesa (dans sa traduction catalane) à l'un de ses albums, qui recueille une improvisation en trio au festival de Sigüenza en 2007 : Un Llamp Que No S'Acaba Mai. Le guitariste Manolo Sanlúcar lui a rendu hommage par un disque (... y regresarte) paru en 1978 chez RCA.
L'université d'Elche a reçu le nom d'Université Miguel-Hernández. L'astéroïde (6138) Miguelhernández est également nommé en son honneur.
Léo Brouwer a composé six pièces pour guitare seule sur les poèmes d'Hernández : Preludios Epigramáticos (1981).

## Œuvres choisies
- Perito en Lunas (1934)
- El rayo que no cesa (1936),
- Vientos del pueblo me llevan (1937)
- El hombre acecha (1938–1939)
- Cancionero y Romancero de las ausencias (inachevé, 1938–1942)

### Traductions en français
- "Cet éclair qui ne cesse pas" (1981), dessins de Carlos Pradal, traduit par Sophie et Carlos Pradal,  (ISBN 2-906439-06-1),  FRBNF35059512; "La foudre n'a de cesse", traduit par Nicole Laurent-Catrice, Éd. Folle Avoine/Presses Universitaires de Rennes, 2001.
- Hormis tes entrailles, Éditions Unes, 1989, poèmes traduits par Alejandro Rojas Urrego et Jean-Louis Giovannoni.
- Vicente Aleixandre, Ombre du paradis, Paris, Gallimard, 1980, traduit par Roger Noël-Mayer et Claude Couffon, introduction de Roger Noël-Mayer.
- Fils de la lumière et de l'ombre (édition bilingue), Éd. des Sables, 1993, traduit par Sophie Cathala-Pradal.
- Mon sang est un chemin, (édition bilingue), Éd. Xenia, 2010, poèmes choisis et traduits par Sara Solivella et Philippe Leignel,  (ISBN 9782888920915).
- « Recueil d'absences », traduction de Jean-Marc Undriener, Éd. Centrifuges, 2016.
- Chansons et refrains d'absence, Paris, Le Temps des Cerises, 2017, traduit par Nicole Laurent-Catrice.
- Poèmes d’amour, Tome I, traduction de Monique-Marie Ihry, Cap de l’Étang Éditions, Capestang, France, 2021,  (ISBN 978-237613-091-8)
- Poèmes d’amour, Tome 2, traduction de Monique-Marie Ihry, Cap de l’Étang Éditions, Capestang, France, 2021,  (ISBN 978-2-37613-093-2)
- L'éclair n'a de cesse, choix, commentaires et traduction de Stéphane Barbé, Éditions de la Nerthe, 2021,  (ISBN 978-2490774210)